# Pseudocerceis seleneides
Pseudocerceis seleneides är en kräftdjursart som beskrevs av Messana 1988. Pseudocerceis seleneides ingår i släktet Pseudocerceis och familjen klotkräftor. Inga underarter finns listade i Catalogue of Life.